# Lista över musiklexikon
Lista över musiklexikon

## På svenska
- Höijer, Johan Leonard (1864). Musik-lexikon : omfattande den theoretiska och praktiska tonkonsten, biographier öfver de förnämste in- och utländske musikförfattare... Stockholm: Abr. Lundquist. Libris 2091773. https://runeberg.org/muslex/
- Svensk musiktidning : nordiskt musikblad. Stockholm: Huss & Beers musikhandel. 1881-1913. Libris 1880253. https://runeberg.org/svmusiktid Alla årgångar i fulltext på Projekt Runeberg.
- Norlind, Tobias (1912-1916). Allmänt musiklexikon. Stockholm: Wahlström & Widstrand. Libris 1637769
  -  (2., omarb. uppl). Stockholm: Wahlström & Widstrand. 1927-1928. Libris 8217107
- Sohlmans musiklexikon : nordiskt och allmänt uppslagsverk för tonkonst, musikliv och dans. Stockholm: Sohlman. 1948-1952. Libris 8198860
  -  (2., revid. och utvidgade uppl. /[huvudred. : Hans Åstrand]). Stockholm: Sohlman. 1975-1979. Libris 8372037. ISBN 91-7198-020-2
- Tonkonsten : internationellt musiklexikon. Stockholm: Nordiska uppslagsböcker. 1955-1957. Libris 936377
- Musikens värld : musik i ord och bild  : alfabetiskt uppställd med omkring tvåtusen illustrationer ([1. uppl]). Göteborg. 1956. Libris 333634
  -  ([Ny utg.]). Göteborg. 1957. Libris 2732871
  -  ([Ny utg.]). Oslo. 1969. Libris 2732873
  -  ([Ny, omred. och aktualiserad uppl.] /[utg. av] Sverre Hagerup Bull, Kjell Bloch Sandved). Göteborg: Kulturhist. förl. 1970. Libris 8209140
  -  ([Ny, aktualiserad uppl.]). Göteborg: Kulturhist. förl. 1973. Libris 79266
  -  ([Ny, aktualiserad utg.]). Göteborg: Kulturhistoriska förl. 1977. Libris 125078
  -  ([Ny, genomgången och aktualiserad uppl.]). Göteborg: Kulturhistoriska förl. 1979. Libris 184691
  -  Musiklexikon : musik i ord och bild  : alfabetiskt uppställd med omkring tvåtusen illustrationer ([Ny, aktualiserad, utg.]). Göteborg: Kulturhistoriska förl. 1982. Libris 367546
- Bonniers musiklexikon. Stockholm: Bonnier. 1975. Libris 7144560. ISBN 91-0-039893-4
  -  ([Ny, revid. uppl.]). Stockholm: Bonnier fakta. 1983. Libris 7246862. ISBN 91-34-50255-6
  -  (2. [dvs 3.], rev. uppl). Stockholm: Bonnier. 1988. Libris 8350253. ISBN 91-34-50958-5
  -  ([Ny uppl.]). Stockholm: Bonnier. 2003. Libris 9060820. ISBN 91-0-057504-6
- Myggans nöjeslexikon : ett uppslagsverk om underhållning. Höganäs: Bra böcker. 1989-1993. Libris 7665078. ISBN 91-7752-274-5

### Opera
- Gammond, Peter (1982). Opera-handbok. Göteborg: Wezäta. Libris 7745312. ISBN 91-8507491-8
- Opera : kompositörer, verk, uttolkare  / utgivare András Batta ; lektör Sigrid Neef ; [översättning från tyska: Kjell Waltman] ([Ny utg.]). Köln: Könemann. 2005. Libris 10110147. ISBN 3-8331-1884-9
- Sørensen, Inger; Jansson, Anders; Eklöf, Margareta (1993). Operalexikonet. Stockholm: Forum. Libris 7256161. ISBN 91-37-10380-6
- Wenzel Andreasen, Mogens (1990). Operans värld : ett lexikon över kompositörer, roller och innehåll i våra vanligaste operor. Stockholm: Rabén & Sjögren. Libris 7236411. ISBN 91-29-59233-X

## På engelska
- Grove Dictionary of Music and Musicians
  - 1:a upplagan, 4 band, 1878
  - 2:a upplagan, 5 band, 1904-1910
  - 3:e upplagan, 5 band, 1927
  - 4:e upplagan, 6 band, 1940
  - 5:e upplagan, 9 band, 1954 (supplement 1961)
- The New Grove Dictionary of Music and Musicians
  - 1:a upplagan, 20 band, 1980.
  - 2:a upplagan, 29 band, 2001.
- The rough guide to classical music (4., rev. & expanded ed). London: Rough Guides. 2005. Libris 11381526. ISBN 1-84353-247-6

## På tyska
- Die Musik in Geschichte und Gegenwart (MGG), 1:a upplagan, 21 band, 1949-1987.
- Die Musik in Geschichte und Gegenwart (MGG), 2:a upplagan, 27 band (pågående), 1999-2007.